# Zévaco
Zévaco település Franciaországban, Corse-du-Sud megyében. Lakosainak száma 51 fő (2022. január 1.). Zévaco Azilone-Ampaza, Corrano, Forciolo, Frasseto, Guitera-les-Bains és Olivese községekkel határos.

## Népesség
A település népessége az elmúlt években az alábbi módon változott:
| Lakosok száma | 98   | 89   | 57   | 58   | 61   | 59   | 59   | 54   | 52   | 51   |
|               | 1968 | 1982 | 1990 | 2006 | 2013 | 2015 | 2017 | 2019 | 2020 | 2022 |